# IFO商業景氣指數
Ifo商业环境指数（德語：ifo-Geschäftsklimaindex）是由位于德国慕尼黑的Ifo经济研究所编制的一个與德国经济活动以及德國公司經營狀況有關的指數。該指數自1972年起定期发布。

## 外部鏈接
- Internet page of Ifo Business Climate （页面存档备份，存于）
- Current long time-series of Ifo Business Climate as XLS file[]